# Шадрино (Владимирская область)
Шадрино — деревня в Юрьев-Польском районе Владимирской области России, входит в состав Красносельского сельского поселения.

## География
Деревня расположена на берегу речки Вошенка в 13 км на юг от райцентра города Юрьев-Польский.

## История
В XIX — начале XX века деревня входила в состав Семьинской волости Юрьевского уезда, с 1925 года — в составе Калининской волости Юрьев-Польского уезда Иваново-Вознесенской губернии. В 1859 году в деревне числилось 25 дворов, в 1905 году — 39 дворов.
С 1929 года деревня входила в состав Вошинского сельсовета Юрьев-Польского района, с 1940 года — в составе Семьинского сельсовета, с 1959 года — в составе Кучковского сельсовета, с 2005 года — в составе Красносельского сельского поселения.

## Население
| 1859 | 1905 | 2002 | 2010 | 2021 |
| ---- | ---- | ---- | ---- | ---- |
| 207  | ↗230 | ↘12  | ↘7   | ↘5   |